# Tiempo estimado de llegada

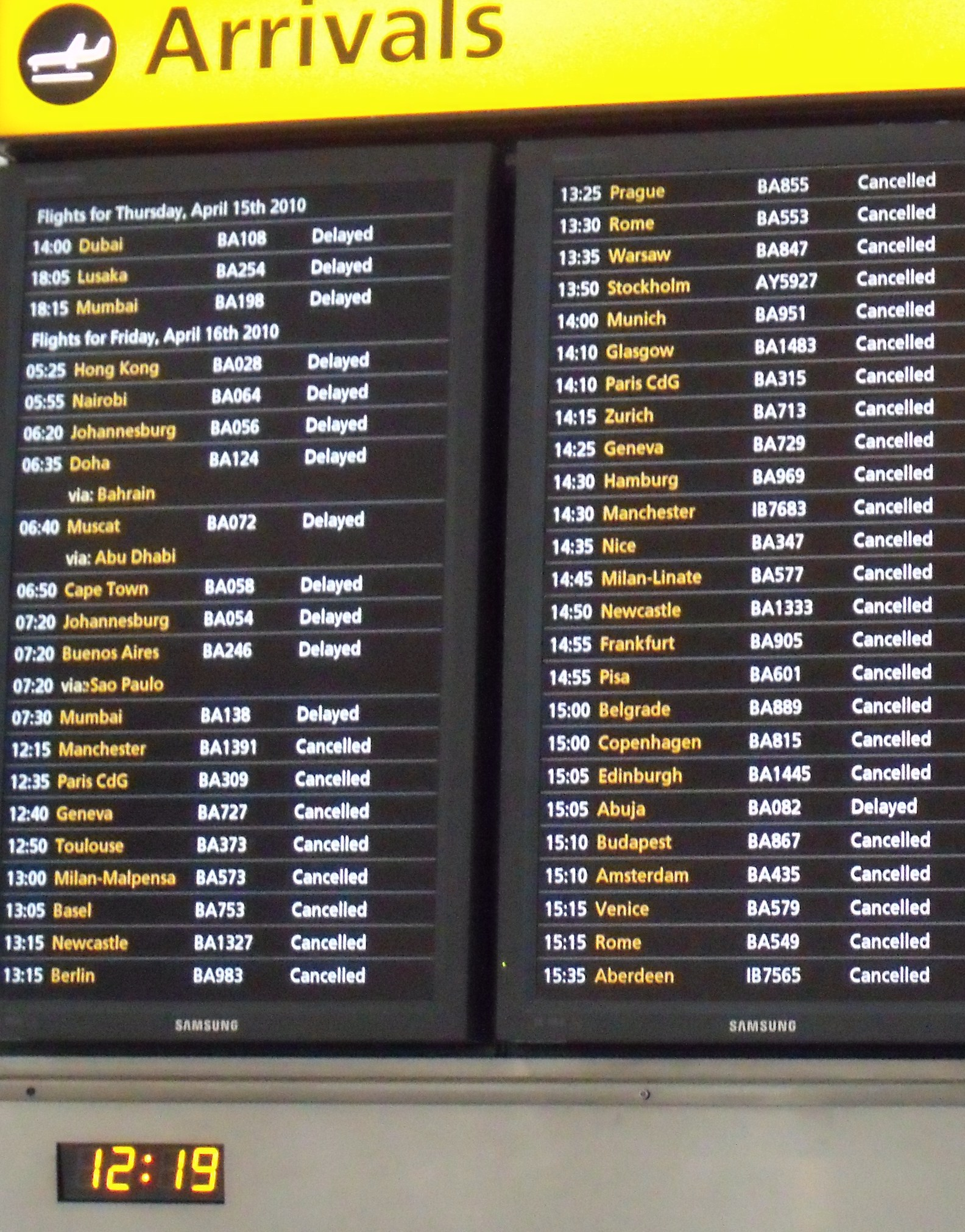
Un ejemplo en la industria aeronáutica. Se ve una pantalla con tiempos estimados de llegada en un aeropuerto en Londres

El tiempo de llegada estimado u hora de llegada estimada (ETA por sus siglas en inglés estimated time of arrival) se refiere al periodo de tiempo o lapso en que se espera llegar a un destino. El término se utiliza en ámbitos de transporte aéreo y marítimo, aunque se va extendiendo a prácticamente cualquier transporte o actividad que necesite precisar un espacio de tiempo o la hora de finalización estimada de una operación cualquiera. En la práctica, y así lo recoge la OACI (ICAO) en el documento 8400, lo que se indica no es un lapso de tiempo, sino la hora de llegada estimada a destino. En el mismo orden, se establece ETD (Estimated time of Departure) como la hora de salida o despegue estimada.
El uso como periodo de tiempo u hora, ya sea local o UTC, depende del contexto en que se encuentre. En las informaciones disponibles para los pasajeros en los aeropuertos, siempre se refiere a una hora local y no a un lapso de tiempo. Como ejemplo; si se nos indica un ETA 20:30, se refiere a que se espera que el vuelo llegue a las 20:30, hora local, y no dentro de 20 horas y media como su traducción literal parece indicar. 
- Para el SESAR (Single European Sky Air Research) se define como el tiempo calculado por el FMS (Flight Management System - sistema de gestión de vuelo), para que el vuelo llegue a un punto relacionado con el aeropuerto de destino. Es decir, se refiere a un periodo de tiempo.[1]
- Para la OACI (ICAO) se define[2]

1. Para vuelos IFR, como la hora en que se estima que la aeronave llegará sobre un punto designado, definido por referencia a las ayudas a la navegación, de la que se pretende que se iniciará un procedimiento de aproximación por instrumentos, o, si ninguna ayuda para la navegación está asociada con el aeródromo, el momento en que la aeronave llegará sobre el aeródromo.
2. Para los vuelos VFR, la hora a la que se estima que la aeronave llegará sobre el aeródromo.

Como resumen indicar, que aún dentro del ámbito aeronáutico el término ETA cambia si la información es manejada por el personal de vuelo (periodo de tiempo) o por el personal de operaciones con información orientada a los pasajeros (Hora local o UTC).